# میراندا ریچاردسون
میراندا ریچاردسون (انگلیسی: Miranda Richardson؛ زاده ۳ مارس ۱۹۵۸) هنرپیشه سینما، تئاتر و تلویزیون اهل بریتانیا است. وی از سال ۱۹۸۱ میلادی تاکنون مشغول فعالیت بوده‌است.

## گزیدهٔ نقش‌آفرینی‌ها
- امپراتوری خورشید (۱۹۸۷)
- قصه‌گو (۱۹۸۸)
- وسواس بیمارگونه (۱۹۸۹)
- بازی گریه (۱۹۹۲)
- آسیب (۱۹۹۲)
- تام و ویو (۱۹۹۴)
- شب و لحظه (۱۹۹۴)
- کانزاس سیتی (۱۹۹۶)
- مرلین (۱۹۹۸)
- اسلیپی هالو (۱۹۹۹)
- فرار مرغی (۲۰۰۰)
- ساعت‌ها (۲۰۰۲)
- شاهزاده و من (۲۰۰۴)
- شبح اپرا (۲۰۰۴)
- چرچیل: سال‌های هالیوود (۲۰۰۴)
- هری پاتر و جام آتش (۲۰۰۵)
- شاگرد مرلین (۲۰۰۶)
- تحریک (۲۰۰۶)
- هری پاتر و یادگاران مرگ - قسمت اول (۲۰۱۰)
- قوچ‌ها (۲۰۲۰)

## جوایز
- برنده بفتای بهترین بازیگر نقش مکمل زن برای فیلم آسیب در سال ۱۹۹۲
- کاندیدای بفتای بهترین بازیگر نقش مکمل زن برای فیلم بازی گریه در سال ۱۹۹۲
- کاندیدای بفتای بهترین بازیگر نقش اول زن برای فیلم تام و ویو در سال ۱۹۹۳